# 公岭镇
公岭镇，是中华人民共和国安徽省安庆市怀宁县下辖的一个乡镇级行政单位。

## 行政区划
公岭镇下辖以下地区：
公岭社区、五岭村、水磨村、联合村、铁炉村、瓦窑村、宝福村、三铺村、永兴村、田铺村和庆丰村。